# Geely CK
Geely CK (Джілі ЦК (укр.)) — компактний седан класу «B» китайської компанії Geely Automobile, що на деяких ринках пропонується під назвою Geely Otaka, Geely Freedom Cruiser або Gleagle CK.

## Опис моделі

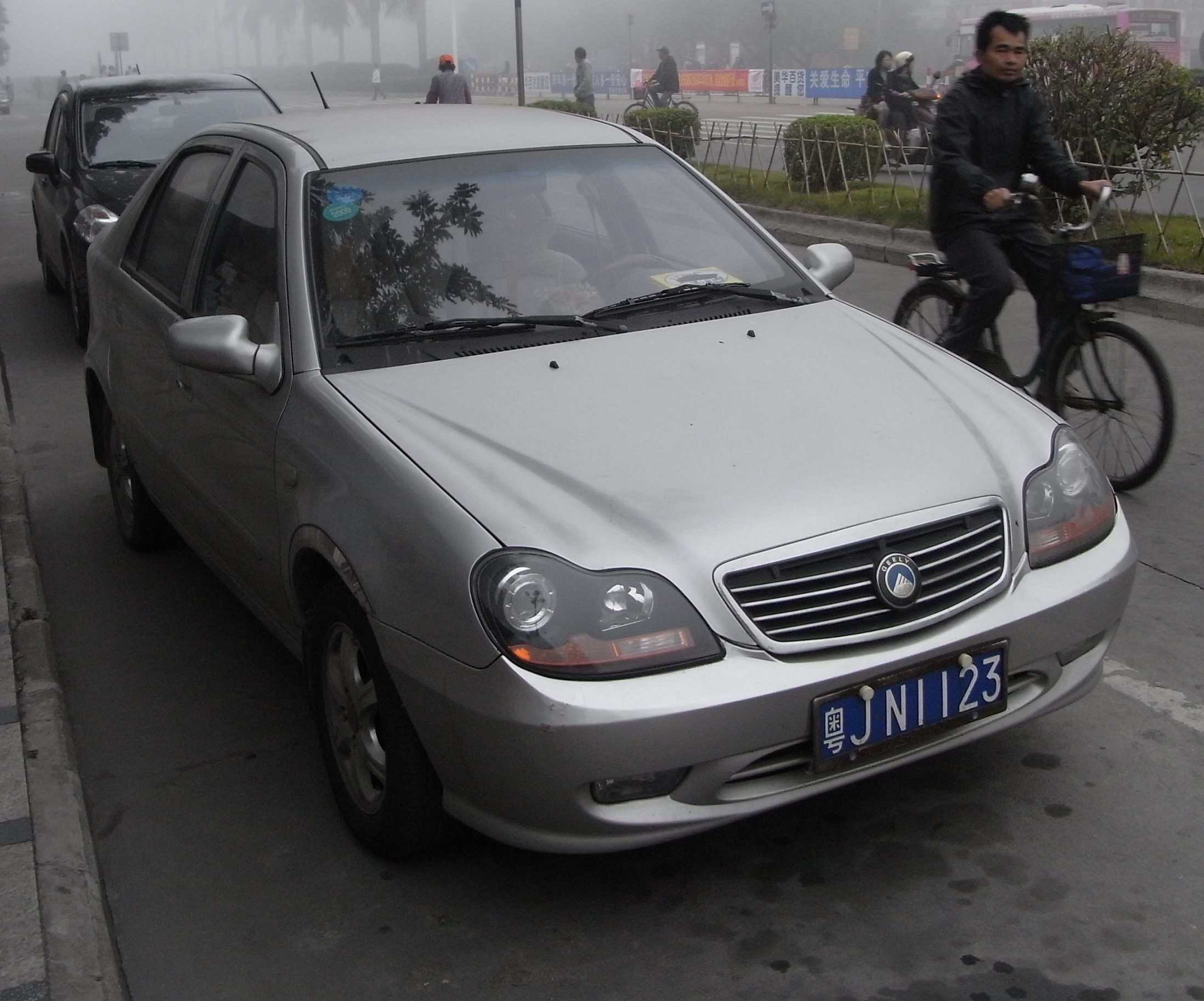
Geely CK (2005—2009)

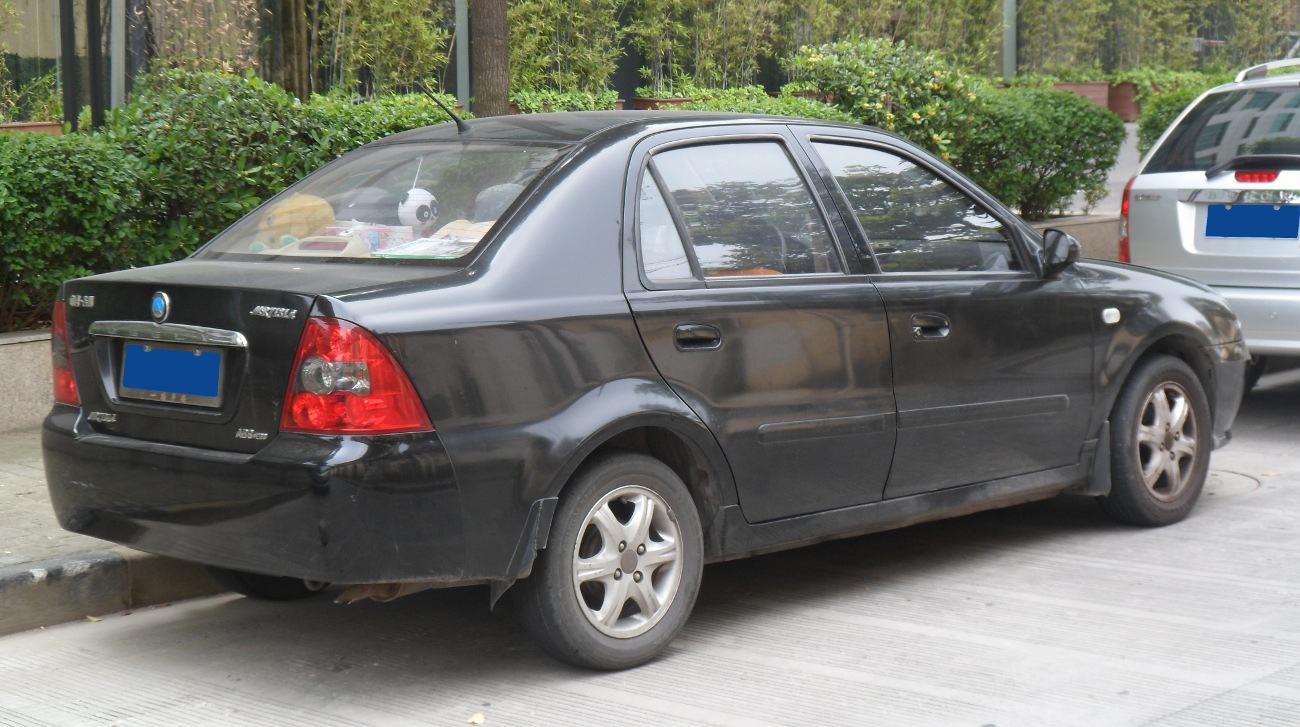
Geely CK

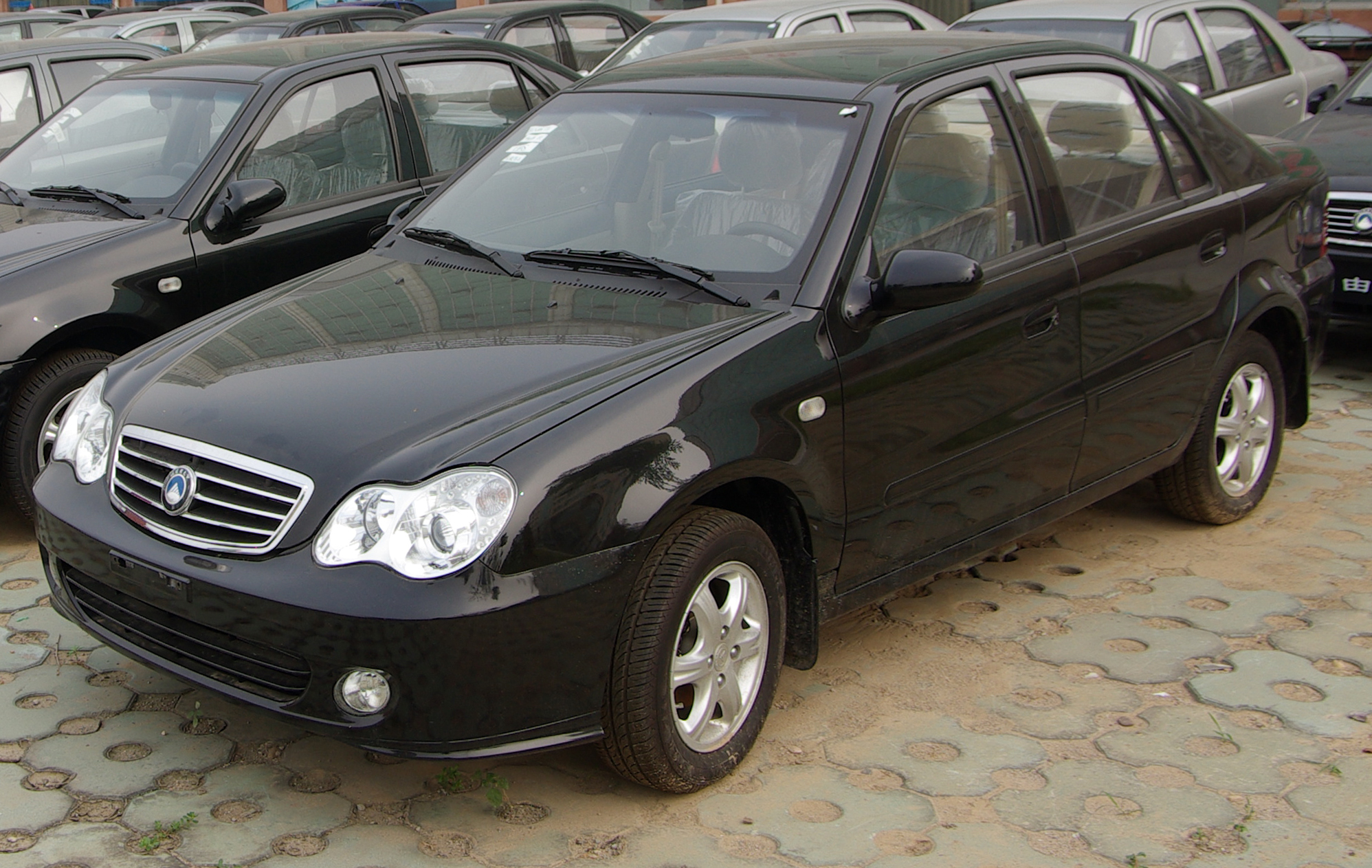
Geely CK-2 (2008—2013)

Виробництво моделі розпочато у травні 2005 року.
Світова прем'єра Geely CK відбулась в вересні 2005 року на Франкфуртському автосалоні.
Модель є дітищем спільної роботи Geely Holding Group та корейського Daewoo International. Автомобіль створено на базі Toyota Corolla шостого покоління.
В Україні авто з двигуном 1,3 л з'явилося в 2006 році. Імпортером виступала фірма «Фольксмоторс-ЛТД». З 2007 року автомобіль збирається корпорацією АІС на Кременчуцькому автозбиральному заводі (КрАСЗ). Модель Geely CK обладнується 4-циліндровим, 16-и клапанним бензиновим двигуном, об'ємом 1,5 л та потужністю 94 к. с.
У 2008 році представлена оновлена модель з назвою Geely CK-2, з новими фарами, бамперами та решіткою радіатора. Старт продаж Geely CK-2 в Україні з лютого 2009 року. З липня 2009 року налагоджене збирання моделі на заводі КрАСЗ.
В 2011 році Geely CK-2 модернізували, отримала нову зовнішність, подібну на Geely CK. В Україні оновлену Geely CK-2 почали продавати з 2013 року.

## Будова автомобіля

### Кузов
Кузов CK закритий, суцільнометалевий, несучого типу, 4 дверний седан. Передній та задній бампери пластмасові, пофарбовані у колір кузова. Довжина автомобіля складає: седан — 4152 мм, ширина — 1680 мм, висота — 1440 мм; колісна база — 2434 мм. Маса спорядженого автомобіля становить 1 042—1052 кг. Об'єм паливного бака 45 л.

### Ходова частина
Передня підвіска типу Макферсон, незалежна, пружинна, зі стабілізатором поперечної стійкості, з гідравлічними амортизаторними стійками. Задня підвіска незалежна багаторичажна, пружинна, з гідравлічними амортизаторами.

### Двигуни
Усі двигуни створено за технологіями Toyota.
| Індекс        | Модель двигуна | Об'єм    | Клапани/ГРМ | Потужність при об/хв    | Крутний момент при об/хв | Максимальна швидкість км/год | Роки випуску |
| ------------- | -------------- | -------- | ----------- | ----------------------- | ------------------------ | ---------------------------- | ------------ |
| Бензиновий Р4 |                |          |             |                         |                          |                              |              |
| 1,0i          | ?              | ? см³    | 16/SOHC     | 68 к. с. (50 кВт)/6000  | 88 Н·м/3600              | 145                          | ?            |
| 1,3i          | MR479Q         | 1342 см³ | 16/SOHC     | 86 к. с. (63 кВт)/6000  | 110 Н·м/5200             | 150                          | з 2005       |
| 1,5i          | MR479QA        | 1498 см³ | 16/DOHC     | 94 к. с. (69 кВт)/6000  | 128 Н·м/4300             | 160                          | з 2005       |
| 1,6i          | MR481QA        | 1587 см³ | 16/DOHC     | 106 к. с. (78 кВт)/6000 | Н·м/                     |                              |              |

### Трансмісія
Трансмісію автомобілів виконано за передньопривідною схемою з приводами передніх коліс різної довжини. Автомобілі оснащено механічною п'ятиступеневою коробкою передач.

### Безпека
За результатами краш-тесту, проведеного у 2007 році редакцією газети Авторевю за методикою ARCAP, Geely Otaka набрав 1,7 бала з 16 можливих за фронтальний удар і отримав 0 зірок із 4 можливих за безпеку, що є поганим результатом, в порівнянні з іншими автомобілями.
Останній рейсталинг geely ck 2 вже мав денні ходові вогні які встановлювали за окрему доплату так як і сигналізацію.
В передні фари головного світла можуть бути встановлені ксенонові лампи або лед лампи їх експериментально розробляли за для покращення освітлення. Хоча фари і не мають спеціальної "лінзи" проте е чітка границя світла.

## Ціна
Ціна в Україні на автомобіль Geely CK-2 з двигуном 1,5 л від 149 900 грн (2015 р.) залежно від комплектації.

## Продажі в Україні
| Рік  | Продажі Geely CK |
| ---- | ---------------- |
| 2012 | 4949             |
| 2013 | 5069             |

## Виноски
1. ↑  Краш-тест: Geely Otaka [Архівовано 16 липня 2013 у Wayback Machine.] (рос.) 15.07.2013
2. ↑  Краш-тест ARCAP [Архівовано 24 січня 2012 у Wayback Machine.] (рос.) 15.07.2013
3. ↑  Ukraine Full Year 2012: Skoda Octavia and Kia Rio shine [Архівовано 27 жовтня 2013 у Wayback Machine.] (англ.) 23.10.2013
4. ↑  Названы самые продаваемые автомобили Украины в 2013 году (топ 30) [Архівовано 4 лютого 2014 у Wayback Machine.] (рос.) 13.02.2014